# サイクロトロン運動

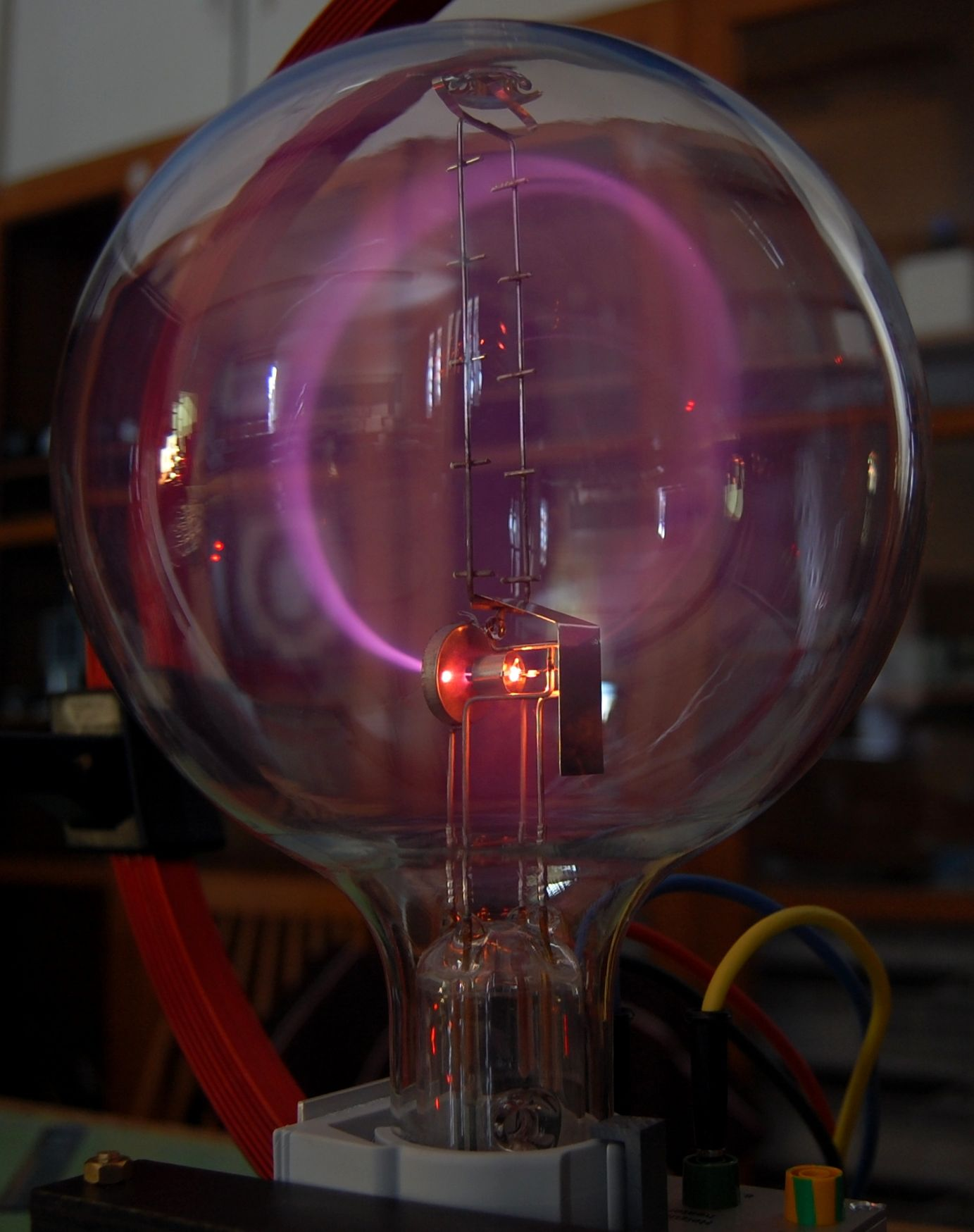
真空管内の陰極線のビームがヘルムホルツコイルによって生成された磁場によって円状に曲げられ、サイクロトロン運動する様子。陰極線は通常目に見えないが、このデモンストレーションでは、十分な残留気体が真空管内に残されており、高速電子が気体原子に衝突することで蛍光を発する

物理学において、サイクロトロン運動（英: cyclotron motion）とは空間的に一様な定常磁場中における荷電粒子の等速円運動。一様な定常磁場中で荷電粒子の運動の軌道は、一般に磁力線に巻き付く形で螺旋軌道となるが、速度ベクトルが磁場に垂直な場合にはサイクロトロン運動での等速円運動となる。加速器の一種であるサイクロトロンでは、サイクロトロン運動における回転の周期が粒子の速度や円運動の半径に依存しないことを利用し、周期的な電場印加による加速を行う。

## 概要

一様な静磁場中での電子の旋回運動。軌道は磁場の方向を中心軸とする螺旋軌道となる。負の電荷をもつ電子は磁場の方向に対し、右回りに旋回運動する。

磁場中で電荷qの荷電粒子は磁場Bと粒子の速度ベクトルvに垂直な方向にローレンツ力を受け、磁場に巻き付く旋回運動をする。このとき、正の電荷を持つ粒子は磁場方向に向かって左回り、負の電荷を持つ粒子は磁場方向に向かって右回りに運動する。磁場が空間的に一様で時間的に定常である場合、荷電粒子の運動は磁場の方向を中心軸とする螺旋運動となる。粒子の運動を磁場に垂直な平面に射影した場合、運動成分はサイクロトロン周波数またはジャイロ周波数と呼ばれる角周波数
での等速円運動となる。この運動をサイクロトロン運動という。速度ベクトルの磁場に垂直な成分をv⊥、回転の半径をrcとすると、向心力 mv⊥2/rcとローレンツ力 qv⊥Bは釣り合うことからrc=mv⊥/|q|Bである。この半径rcをサイクロトロン半径、またはラーモア半径、ジャイロ半径という。また、速度ベクトルの磁場に水平な成分をv∥とすると、磁場に水平な方向についての運動は、v∥での等速直線運動となる。特に速度ベクトルの磁場に水平な成分v∥がゼロであり、垂直な成分v⊥のみが存在する場合、粒子の運動は磁場に水平な面内での等速円運動となる。

## 磁場中の粒子の運動
電荷q 、質量m の粒子が一様の定常磁場中Bを古典力学に従い運動することを考える。粒子の位置座標をr =(x, y, z )、速度v =(vx, vy, vz )をすると、ローレンツ力を受けて運動する粒子の運動方程式は以下で与えられる。
{\displaystyle m{\frac {d{\boldsymbol {v}}}{dt}}=q({\boldsymbol {v}}\times {\boldsymbol {B}})}
磁場の方向をz 軸方向にとってB =(0,0,B) とすると、運動方程式は
{\displaystyle {\begin{aligned}m{\frac {dv_{x}}{dt}}&=qBv_{y}\\m{\frac {dv_{y}}{dt}}&=-qBv_{x}\\m{\frac {dv_{z}}{dt}}&=0\end{aligned}}}
となる。この解は
{\displaystyle {\begin{aligned}v_{x}(t)&=v_{\perp }\sin {(\omega _{c}t+\alpha )}\\v_{y}(t)&=v_{\perp }\cos {(\omega _{c}t+\alpha )}\\v_{z}(t)&=v_{\parallel }\end{aligned}}}
で与えられる。ここでv⊥>0、v∥、αは積分定数であり、角周波数ωcは
{\displaystyle \omega _{c}={\frac {qB}{m}}={\frac {q|\mathbf {B} |}{m}}}
で定義されるサイクトロン振動数である
。このとき、対応する位置座標は
{\displaystyle {\begin{aligned}x(t)&=X-{\frac {v_{\perp }}{\omega _{c}}}\cos {(\omega _{c}t+\alpha )}\\y(t)&=Y+{\frac {v_{\perp }}{\omega _{c}}}\sin {(\omega _{c}t+\alpha )}\\z(t)&=Z+v_{\parallel }t\end{aligned}}}
となる。X、Y、Zは積分定数である。この粒子の運動をサイクロン運動という。
この運動の軌道をxy平面内に射影すると(X,Y)を中心とし、半径を
{\displaystyle r_{c}={\frac {v_{\perp }}{|\omega _{c}|}}={\frac {mv_{\perp }}{|q|B}}}
とし、一定の角周波数ωcで旋回する等速円運動になる。この半径をサイクロトロン半径、またはラーモア半径、ジャイロ半径という。
粒子はz軸方向には等速直線運動をしており、空間内の軌道は等速直線運動と等速円運動を組み合わせた螺旋となる。

## 例
物質は温度を上げていくと固体、液体、気体と状態が相変化する。さらに温度を上げると気体分子は気体原子に分離し、やがて、電子とイオンに電離したプラズマ状態となる。
磁場の値をB [T]としたとき、電子のサイクロトロン周波数ωeとイオンのサイクロトロン周波数ωiは角周波数の表示で
{\displaystyle \omega _{e}=-1.76\times 10^{11}B\,\,[\mathrm {rad/s} ]}
{\displaystyle \omega _{i}=9.58\times 10^{7}Z_{i}\mu _{i}^{-1}B\,\,[\mathrm {rad/s} ]}
となり、対応する周波数は
{\displaystyle f_{e}={\frac {\omega _{e}}{2\pi }}=-2.80\times 10^{10}B\,\,[\mathrm {Hz} ]}
{\displaystyle f_{i}={\frac {\omega _{p}}{2\pi }}=1.52\times 10^{7}Z_{i}\mu _{i}^{-1}B\,\,[\mathrm {Hz} ]}
となる。ここでZi はイオンの価数、μi はμi=mi/mp (mi:イオンの質量、mp:プロトンの質量)で定まるイオンとプロトン(＝水素イオン)の質量比であり、例えば、μi=1(H), 4(He), 39.9(Ar), 131.3(Xe) である。
B=1 T、kBT=100 eV（kB：ボルツマン定数、T：温度）の場合、電子とプロトンのサイクロトロン半径、サイクロトロン周波数は下記の表に示される値になる。
但し、温度T における粒子が熱速度vT= √kBT/mで運動しているとし、磁場との垂直方向の速度成分の大きさv⊥はvT に等しいとする。
| 項目                                 | 式           | 電子             | プロトン        |
| ------------------------------------ | ------------ | ---------------- | --------------- |
| 熱速度                               | vT= √kBT/m   | 4.2×106 m/s      | 9.8×104 m/s     |
| サイクロトロン半径                   | rc=v⊥/\|ωc\| | 23.8 µm          | 10.2 nm         |
| サイクロトロン周波数（角周波数表示） | ωc=qB/m      | 1.76 ×1011 rad/s | -9.58×107 rad/s |
| サイクロトロン周波数（周波数表示）   | fc=ωc/2π     | 28.0 GHz         | -15.2 MHz       |

## 歴史
一様な磁場中の荷電粒子の運動を理論的に扱ったのは、ドイツの物理学者エドゥアルト・リーケである
。リーケは1881年の論文「一様な磁場中での電気的な粒子の運動と負の電気的なグリム光」の中で一様な磁場中をローレンツ力を受けて運動する粒子の軌道が螺旋となることを示した。

### 注
1. ↑  角周波数ではあるが、慣用的に周波数と呼ばれる。また、サイクロトロン振動数、ジャイロ振動数とも呼ばれる。
2. ↑  文献によっては、これをラーモア振動数と定義する場合があるが、ラーモア周波数ωLはサイクロトロン周波数 ωcに対し、ωL=ωc/2とすべきであるという主張もある（寺嶋 (1993)）。
3. ↑  ここでは文献 田中&西川 (1991)、宮本 (1993)に合わせ、電荷の符号に応じて正負をとる定義をとった。文献によっては、ωc=|q|B/mと正の値のみをとる形で定義する場合もある。

### 論文
- Riecke, Eduard (1881). “Ueber die Bewegung eines electrischen Theilchens in einem homogenen magnetischen Felde und das negative electrische Glimmlicht”. Annalen der Physik 249:  191. doi:10.1002/andp.18812490513.

### 和文誌記事
- 寺嶋由之介 (1993). “サイクロトロン振動数(Cyclotron Fequency)とラーモア振動数(Larmor Frequency)”. プラズマ・核融合学会誌 69 (1):  1281. CRID 154085419528177292.CRID 1540854195281772928

### 書籍
- 鈴木増雄、荒船次郎、和達三樹 編『物理学大事典』朝倉書店、2005年。ISBN 978-4254130942。
- 田中基彦、西川恭治『高温プラズマの物理学』丸善〈パリティ物理学コース〉、1991年。ISBN 978-4621035634。
- 宮本健郎『プラズマ物理入門』岩波書店、1991年。ISBN 978-4000059329。
- 東辻浩夫『プラズマ物理学―基礎物理からプラズマ工学へ』朝倉書店〈物理の考え方〉、2010年。ISBN 978-4254137446。
- 石原修『プラズマ物理学』電気書院、2015年。ISBN 978-4485300756。
- 林泉『プラズマ工学』朝倉書店、1987年。ISBN 978-4254220230。
- 太田浩一『マクスウェルの渦・アインシュタインの時計―現代物理学の源流』東京大学出版会、2005年。ISBN 978-4130630030。